# Pietro Giancecchi
Pietro Giancecchi(* 1922 (?); † 5. Januar 2005) war ein Politiker aus San Marino, der unter anderem zwei Mal (1960–61, 1968–69) Capitano Reggente war.

## Leben
Pietro Giancecchi wurde am 14. August 1955 für die Demokratische Sozialistische Partei PSDS (Partito Socialista Democratico Sammarinese) erstmals Mitglied des Großen und Allgemeinen Rates (Consiglio Grande e Generale) und gehörte diesem in der 15., 16. und der 17. Legislaturperiode bis zum 7. September 1969 an, wobei er seit dem 13. September 1959 die Unabhängige Demokratische Sozialistische Partei PSDIS (Partito Socialista Democratico Independente Sammarinese) vertrat.
Die seit Kriegsende gemeinsam regierenden Kommunistische Partei PCS (Partito Comunista Sammarinese) und Sozialistische Partei PSS (Partito Socialista Sammarinese) setzten auch nach der Parlamentswahl 1955, bei der sie zusammen 35 von 60 Sitzen erhielten, ihre Zusammenarbeit fort. Nachdem die Regierung am 18. September 1957 durch den Austritt von fünf PSS- und einem PCS-Abgeordneten die Mehrheit verloren hatte, kam es zu einer Verfassungskrise. Die bisherige Opposition, die inzwischen über 31 Sitze im Parlament verfügte, ernannte eine provisorische Regierung (comitato esecutivo), der Federigo Bigi, Giovanni Zaccaria Savoretti, Pietro Giancecchi und Alvaro Casali angehörten. Die provisorische Regierung zog sich in das grenznahe Rovereta zurück. Nachdem Italien im Zuge der Auseinandersetzungen von Rovereta (Fatti di Rovereta) die Grenzen abriegelte und ein Einmarsch drohte, gab die alte Regierung auf. Am 23. Oktober 1957 wurde eine neue Regierung (Congresso di Stato) vom Parlament (Consiglio Grande e Generale) gewählt.
In der darauf folgenden „regulären“ Regierung, dem elften Kabinett, fungierte er zwischen dem 30. Oktober 1957 und dem 29. September 1959 als Minister für öffentliche Arbeiten (Deputato per i Lavori Pubblici). Gemeinsam mit Eugenio Reffi war er vom 1. Oktober 1960 bis zum 1. April 1961 erstmals Capitano Reggente und damit einer der beiden kollegial amtierenden gleichberechtigten Staatsoberhäupter von San Marino. Daraufhin war er im zwölften (12. Dezember 1961 bis 29. Oktober 1964), 13. (29. Oktober 1964 bis 9. November 1966) und 14. Kabinett (9. November 1966 bis 6. November 1969) als Vice Segretario di Stato Affari Interni e Finanze Stellvertreter von Innenminister Gian Luigi Berti beziehungsweise ab dem 1. Januar 1969 von dessen Nachfolger Luigi Lonfernini und als solcher zuständiger Finanzminister. Er fungierte des Weiteren zwischen dem 1. Oktober 1968 und dem 1. April 1969 zusammen mit Aldo Zavoli zum zweiten Mal als Capitano Reggente.
Am 8. September 1974 wurde er für die PSDIS erneut zum Mitglied des Großen und Allgemeinen Rates gewählt, dem er nunmehr in der 19. und der 20. Legislaturperiode bis zum 29. März 1983 angehörte und in diesem seit dem 28. Mai 1978 die Sozialistische Demokratie DS (Democrazia Socialista) vertrat.

## Hintergrundliteratur
- Domenico Gasperoni: I Governi di San Marino. Storia e personaggi, AIEP Editore, Serravalle 2015, ISBN 978-88-6086-118-4